# 第58軍 (日本軍)
第58軍（だいごじゅうはちぐん）は、大日本帝国陸軍における軍の一つ。

## 沿革
1945年（昭和20年）4月8日に編制完結、第17方面軍戦闘序列に編入された。
本軍団の本営は、朝鮮最南端の離島済州島に置かれた。米陸軍を中心とする連合国軍は、沖縄戦に勝利した後、済州を中継地として、朝鮮半島や日本本土へ兵を進めることが想定されていた。

しかし、沖縄戦が終結した後も連合国軍の済州への進撃は遅れ、本軍団は交戦することなく終戦。済州に米軍が進出するには、光復後も暫く時間がかかり、さらに戦後に済州島虐殺事件の悲劇を生んだ。

## 軍概要
- 通称号：砦（とりで）
- 編成時期：1945年（昭和20年）4月8日
- 最終位置：済州島
- 上級部隊：第17方面軍

### 歴代司令官
- 永津佐比重 中将：1945年4月7日 -

### 歴代参謀長
- 加藤義秀 大佐：1945年4月6日 -
- 木佐木久 少将：1945年8月19日 -

### 最終司令部構成
- 司令官：永津佐比重中将
- 参謀長：木佐木久少将
- 高級参謀：山本顕弐中佐
- 高級副官：小川政二中佐
- 兵器部長：大竹修大佐
- 経理部員：石井豊記主計中佐
- 軍医部員：上村太吉軍医中佐

### 最終所属部隊
- 第96師団
- 第111師団
- 第121師団
- 独立混成第108旅団：平岡力少将[1]
- 第12砲兵司令部：森戸隆三大佐　 
  - 独立野砲兵第6連隊：乾新治中佐 　
  - 独立山砲兵第20連隊：朝山小二郎中佐 　
  - 野戦重砲兵第16連隊：森山清光大佐 　
  - 迫撃砲第29大隊：田口秀夫少佐　
  - 噴進砲第1大隊：岡真樹次少佐

其他直轄部隊
- 独立速射砲第32大隊
- 独立工兵第126大隊
- 独立工兵第127大隊
- 独立戦車第14中隊
- 電信第11連隊：長岡護孝中佐
- 第64兵站病院：小堀英夫少佐